# Julio César Uribe
Julio César Uribe Flores, mais conhecido como Julio César Uribe (Lima, 9 de maio de 1958), é um treinador e ex-futebolista peruano que atuava como meio-campista. foi ex-técnico da seleção masculina de futebol e jogador de futebol. Durante seus dias de jogador, jogou 39 vezes pela seleção do Peru e fez 11 gols. Participou da Copa do Mundo FIFA de 1982.[carece de fontes?]

## Títulos

### Jogador
Sporting Cristal
- Campeonato Peruano: 1979, 1980, 1988, 1991

América-MEX
- Campeonato Mexicano:1987-88

### Treinador
Tecos
- Recopa da Concacaf: 1995-96

Cienciano
- Torneo Clausura: 2006